# Список членов союза писателей Республики Башкортостан

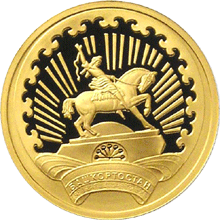

Список членов Союза писателей Республики Башкортостан включает в себя всех литераторов, входивших в Союз писателей Башкирской ССР и его преемника — Союз писателей Республики Башкортостан.
Союз писателей Башкирской ССР создан 15 марта 1934 года. В 50-60-х годах СП БАССР был одной из самых сильных творческих писательских организаций СССР.
СП РБ — региональная общественная организация писателей Республики Башкортостан, призванная содействовать развитию литературно-художественного творчества, объединению и повышению профессионального уровня писателей республики, укреплению авторитета литературы в духовной жизни народа.
В СП РБ есть творческие секции поэзии и детской литературы, прозы, литературной критики, драматургии, объединения русских писателей и татарских писателей, работают комиссии по литературному наследию.
Членами Союза писателей РБ в разное время являлись:

## А
- Абдуллина, Лариса Хашимовна — поэтесса
- Абдуллин, Мазгар Гилязетдинович — погиб во время Великой Отечественной войны[2]
- Абсалямов, Муслим Бахтиярович
- Абузаров, Салават Назирович
- Абуталипова, Рамзана Асхатовна
- Агзамов, Эдуард Лутфиевич (Эдуард Агзами)
- Азнагулов, Рафаил Гайнитдинович (Рафаэль Азнагулов)
- Акберов, Закир Насырович
- Акбулатова, Фарзана Фатиховна
- Алибаев, Абдулкадир Ахметкиреевич (Кадир Алибаев)
- Кадим Аралбай (и. о. председателя; 2011—2012) — председатель СП РБ
- Андрианова Кристина - поэтесса, журналист, переводчик
- Асадуллина, Альфия Назибовна
- Асфатуллин, Салават — публицист, прозаик
- Афтахетдинов, Ахмадин Сухаметдинович (Ахмадин Афтах)
- Ахмадиев, Риф Барыевич
- Ахмадиев, Фарит Вафиевич
- Ахмаматов, Шараф Хисамиевич
- Ахметов, Орбелий Абдуллович (Ахмет Орбелин)
- Ахметшин, Марс Аглиуллович
- Ахтамьянов, Ихсан Насибуллович
- Акбашев Кабир - поэт, прозаик
- Амиров Раиф - прозаик, критик
- Аминева Нажиба - поэтесса

## Б
- Бадретдинов, Салимьян Минниахметович
- Бадруш Мукамай — погиб во время Великой Отечественной войны[3]
- Баимов, Бурзян Сафич
- Баймухаметов, Айгиз Гиззатович[4]
- Баширова, Фирдаус Тимербулатовна
- Б. Бикбай (1941—1942) — председатель СП БАССР
- Р. Бикбаев (1995—2011) — председатель СП РБ
- Бикметова, Рашида Шагимуратовна
- Булгакова, Диля Хамзеевна
- Д. Буляков (1988—1995) — председатель СП БАССР
- Буляков, Флорид Минемуллинович
- Буракаев, Илгизяр Дикатович (Ильгизар Дикат)
- Бурангулов, Мухаметша Абдрахманович — народный сэсэн
- Булатова Дильбар - прозаик
- Багишаев Фердинанд - прозаик

## В
- Валерий, Коваленко — прозаик
- Валитов, Зуфар Закиевич (никто))
- Вахитов, Рустем — публицист, преподаватель философии Башкирского государственного университета
- Вафин, Мунир Махмутович
- Вильданов, Ахат Ханнанович
- Владимир, Жеребцов — драматург
- Войтюк, Светлана Юрьевна
- Воловик, Михаил Яковлевич
- Воробьев, Сергей Владимирович

## Г
- Наиль Гаитбаев (2014 —)
- Галимов, Флюр Миншарифович
- Галимова, Римма Гаязовна
- Галяутдинов, Сарвар Абуталипович
- Гарифуллина, Айсылу Ражаповна
- Гатауллин, Гали Шайслович
- Гарей Ю.(1937—1939) — председатель СБ БАССР
- Гаязов, Альфис — министр образования РБ
- Гиззатуллина, Гульсира Мирзаевна
- Х. Гиляжев (1968—1972) — председатель СП БАССР
- Горюхин, Юрий Александрович
- Грахов, Николай Леонидович
- Губайдуллина, Фарзана Хайбулловна
- Гузель, Хамматова — переводчик
- Гайсин Ахмет Исламгалиевич  — поэт
- Габидуллина Фания Равиловна, поэтесса, руководитель объединения татарских писателей Башкортостана
- Гилязев Мансаф - прозаик
- Ганиева Тамара - поэтесса, переводчик
- Гузель Галиева - поэтесса

## Д
- Давлетбердина, Танзиля Салиховна
- Давлеткулов, Рамиль Хуснутдинович (Кул-Давлет)
- Даутов, Хабир Каримович
- Денис, Лапицкий — прозаик
- Докучаева, Алла Анатольевна

## Е
- Ерилин, Михаил Васильевич

## З
- Загидуллин, Рашит Газизуллович (Рашит Загиди)
- Зайцев, Геннадий Александрович
- Закиров, Минемухамет Тафтизанович (Мухамет Закиров)
- Закиев Айдар
- Зарипов, Абузар Гарифович (Абу Зар)
- Зарипов, Габидулла Гиндуллович
- Зиганшин, камиль Фарукшинович
- Зимина, Нина Николаевна
- Зинуров, Рафаил Нариманович (Рафаэль Зиннур)
- Зулькарнаева-Алкинская, Шаулия Нигматовна (Шаулия Алкинская)
- Зухра, Алтынбаева — поэтесса
- Зухра, Файзуллина — драматург

## И
- Ибрагимов, Гайнислам Давлетбаевич
- Игизьянова, Нажия Загировна
- Ильбаев, Мухамет Исмагилович
- Ильясов, Спартак — прозаик, автор исторических произведений.
- Ильясова, Юмабика Салахетдиновна
- Иргалин, Хамит Абдрахимович
- Искандаров, Марсель Багдатович (Марсель Искандер)
- Искужин, Буранбай Махмутович (Буранбай (писатель))
- Исхаков Вазих Мухаметшинович (прозаик,ответ.секретарь СП БАССР, 1968-1973)
- Исхаков, Минигарей Усманович (Гарей Исхаков)
- Исхаков, Рим — литературный критик
- Исхакова, Гульназ Миратовна (Гульназ Кутуева)
- Исхакова, Фанида Агзамовна
- Ишбулатов, Мунир Сибагатович
- Ишемгужина, Айгуль — член объединения писателей города Сибая
- Ишкинин, Гильман Гирфанович

## К
- Кабиров, Марат Рафилович
- Кагиров, Рамай Раисович (Рамай Кагир)
- Каипова, Лилия Зайнулловна (Лилия Сакмар)
- Казакбаева, Зульфира
- Камалов, Ринат Альтафович
- Каримов, Салават Гайсич (Салават Карим)
- Карипов Н.(1939—1941) — председатель СП БАССР
- Кашфуллин, Аскар Кашфуллинович (Асхар Кашфуллин)
- Керчина, Лариса — поэтесса
- Кинзябаев, Ралиф Мустакимович
- Киньягали, Абдуллин — поэт
- Колоколова, Любовь — поэтесса
- Кузбеков, Фаниль Тимерьянович
- С. Кудаш (1942—1948) — председатель СП БАССР
- Кунафин, Гиниятулла Сафиуллович (Гиният Кунафин)
- Кунафин, Мунир Сахиуллович
- Кускильдина, Зульфия — прозаик
- Кутуев, Альберт Асхатович
- Кашапова Залифа - поэтесса
- Каримов Марат - народный поэт Башкортостана

## Л
- Латыпов, Сулейман Янгалиевич
- Любовь, Афлятунова — поэтесса, переводчик

## М
- Максуд Сюндюкле (1904—1981) — татарский и башкирский поэт, переводчик. Член Союза писателей Башкирской АССР (с 1937). Заслуженный работник культуры Башкирской АССР.
- Малих Харис — погиб во время Великой Отечественной войны
- Марс Нуриев — поэт, прозаик
- Марьям Кусмаева — поэтесса
- Махмутова, Рашида Шамуратовна — Бикметова (Рашида Бик)
- А. Мирзагитов (1972—1988) — председатель СП БАССР
- Мифтахов Сагит — погиб во время Великой Отечественной войны
- Мударис Багаев — прозаик, драматург
- Муллагалиева, Земфира Мухаррамовна
- Мурзабаева, Флюза Разяповна
- Мурзакаев, Факил Салихович
- Муртазин, Камса
- Мусифуллин, Мударис Гайнелгилемович
- Мустай Карим (1951—1962) — поэт, писатель и драматург, председатель СП БАССР. Герой Социалистического Труда (1979). Лауреат Ленинской (1984) и Государственной премии СССР (1972).
- Мухамедьяров Хай — погиб во время Великой Отечественной войны
- Максютова Фанзия - поэтесса
- Мурсиев Загит - прозаик, поэт
- Магазов, Азат Шаихзянович (1926 - 2015) - прозаик

## Н
- Надергулов, Минлегали Хусаинович
- Н. Наджми (1962—1968) — председатель СП БАССР
- Назаров, Рашит Саитбатталович
- Назаров, Хасан Мударисович (Хасан Назар)
- Назиров, Марис Назифович (Назир Исхак)
- Насыров, Рауф Хаевич
- Ниатшин, Тимерьян Абдрахимович
- Нигматуллин, Ахат Зайнутдинович (А. Зайни)
- Низам Карип — погиб во время Великой Отечественной войны
- Низамов Рашит - прозаик

## О
- Ольга, Абих — поэтесса

## Р
- Расуль, Сагитов — прозаик
- Рауф, Шагиев — литературовед, критик
- Рафиков, Зайнитдин Фасхутдинович (Зайни Рафиков)
- Рахимкулов Евгений - пресс-секретарь уфимского Горсовета
- Рахматуллин, Валерий Николаевич
- Рахматуллин, Салават Ибрагимович (Салават Рахматулла)
- Рахматуллин, Шамиль Рахманович
- Рита, Фаткуллина — поэтесса, литературовед
- Риянов, Раис Масалимович (Раис Риян)
- Рахматуллин Расим (Расим Шафи-Рахмат) - поэт

## С
- Сабитов, Мухтар Абдрахманович
- Садыков, Габит Гатавич
- Савельев Игорь - сотрудник агентства «Башинформ»
- Салимов, Марсель Шайнурович
- Салимов, Ниязбай Булатбаевич (Нияз Салимов)
- Сасанбаева, Эльмира Зиганбаевна (Сасания)
- Сафаргалиева, Рашида Рашитовна (Рашида Шамсутдинова)
- Сафина, Аклима — прозаик
- Сафуанов, Суфиян Гаязович
- Сайфранов, Фатих
- Светлана, Войтюк — поэтесса
- Ситдыкова, Гузаль Рамазановна
- Соколов, Леонид Алексеевич
- Сулейманов, Ахмет Мухаметвалеевич
- Сулпан, Минлебаева — поэтесса
- Султангареев, Рашит Гимранович
- Султангареев Амир Мигранович
- Султангареева, Розалия Асфандиярова
- Сурина, Сарвар Рашитовна
- Суфияров, Фарит Суфиярович
- Сулейманов Руслан - поэт, лит. критик
- Сагидуллина Лилия - поэтесса
- Сабитов Рашит - поэт, прозаик
- Суфиян Поварисов - прозаик
- Салихова Зайфа - поэтесса
- Садыкова Мукарама - прозаик
- Муса Сиражи - поэт

## Т
- Афзал Тагиров (1934—1937) — первый председатель СП БАССР
- Талхина, Дина Азатовна
- Тапаков, Хайдар Нигаматович
- Таскира, Даянова — прозаик
- Тимерханов, Илдус Хамитович
- Тляумбетов, Иршат Анварович
- Туйгунов, Риф Галимович (2012—2014) — председатель СП БАССР
- Туляков, Раис Гуссамович
- Тимершин Радиф - поэт-сатирик

## У
- Уразгулов, Ралис Ришатович
- Ураксин Зиннур Газизович
- Ураксина, Расима Минибулатовна (Нафиса)
- Усманова, Рафига Карамовна
- Утябаев, Ахмер Гумерович (Ахмер Утябай)
- Уметбаев Рамазан Гимранович

## Ф
- Фазлутдинов, Камил Назмеевич (Камил Фазлый)
- Фазлыев, Рашит Ахметович (Рашит Фазлый)
- Фанис, Янышев — прозаик
- Фаттахов Венер - поэт
- Фарахутдинова, Манира Аухатовна
- Фазлетдинов, Ильдус — поэт, литературовед
- Филиппов, Александр Павлович
- Фролов, Игорь Александрович

## Х
- Хабибдиярова, Нафиса Мавлявиевна
- Хабиров, Ангам Хайбрахманович
- Хажиев, Ризван Закирханович
- Хакимьянов, Радик Закирьянович (Радик Хакимьян)
- Халитов, Бахтияр Асфандиярович (Бахтияр)
- Хамматов, Яныбай Хамматович
- Хамматова, Гузэль Яныбаевна
- Ханнанова, Зульфия Миндибаевна
- А. Харисов (1948—1951) — председатель СП БАССР
- Харрасова, Фандида Туктаргалиевна
- Хасанов, Фарит Радикович (Фактабын)
- Хисамова, Минигуль Салимьяновна
- Хусаинов, Айдар Гайдарович
- Хусаин Кунакбай — погиб во время Великой Отечественной войны
- Хафизов Рафаил - поэт
- Хафизов Сагидулла - прозаик, литературовед
- Ханнанов Расих - поэт
- Хасанов Рим - поэт, композитор

## Ч
- Чурагулов, Рамиль Мутагарович
- Чураева, Светлана Рустэмовна
- Чанышева, Фания Гафаровна — поэтесса

## Ш
- Шайхулов, Нурислам Фатклисламович
- Шакирьянович, Финат Сулейманович (Ринат Шакир)
- Шакуров Рашит Закирович (Рашит Шакур)
- Шакурова Шаура Рашитовна
- Шалухин, Станислав Петрович
- Шаммас Равиль (Шаммасов Равиль Сахиуллович)
- Шаммасов Алмас Равилевич
- Шарафутдинов, Дамир Мулкаманович (Дамир Шарафи)
- Шафикова, Гульсира Мазгаровна
- Шарипова, Зайтуна Яхиевна
- Шафикова, Кавсария Фидаиевна
- Шарипов Фанил - публицист
- Шаймухаметова Гульнара (Гол Мирһади) - поэтесса, прозаик
- Сабир Шарипов - прозаик

## Ю
- Юлдашбаев, Азамат Рамилович[5]
- Юлдашбаева, Фавзия Уразьяновна
- Юлдашбаев, Азамат Рамилевич (2011—2011) — председатель СП БАССР
- Юлдашева, Тамара Ишбулдовна (Тамара Искандерия)
- Юсупов, Тимербай Юсупович — народный поэт РБ

## Я
- Ягудин, Инсур Газзалиевич
- Ягудин, Мусаниф Садыкович (Муса Ягудин)
- Якупова, Гульнур Мидхатовна
- Якшибаева, Лира Минниахметовна
- Т. Янаби (1937—1937) — председатель СП БАССР
- Янбеков, Рамиль Ахметович (Рамиль Янбек)
- Янбердина, Зубаржат Набиевна
- Яхин, Флюр Миниахметович
- Якупова Ляйсян - поэтесса